# 北京動物園
座標: 北緯39度56分19秒 東経116度20分00秒 / 北緯39.93861度 東経116.33333度
北京動物園（ペキンどうぶつえん）とは、中華人民共和国北京市西城区にある中国大陸最古かつ最大規模の敷地を有する動物園である。ジャイアントパンダ、キンシコウ、シフゾウといった中国固有の野生動物のほか、世界各国の動物も飼育されている。

## 概要
清朝末期の1906年に数種の動物を集めて作られた「万牲園」が起源で、1949年には「西郊公園」と改称されたが、1955年4月1日に現在の北京動物園となった。敷地は明朝時代からの貴族の邸宅を利用したため、木々の間に清朝時代の建築物が多く残されている。また中華民国時代の歴史的遺跡も数多く残されている。
現在、約600種、7000頭が飼育されている。1999年には附属水族館（別料金）の「海洋世界」が開業している。

## 動物展示

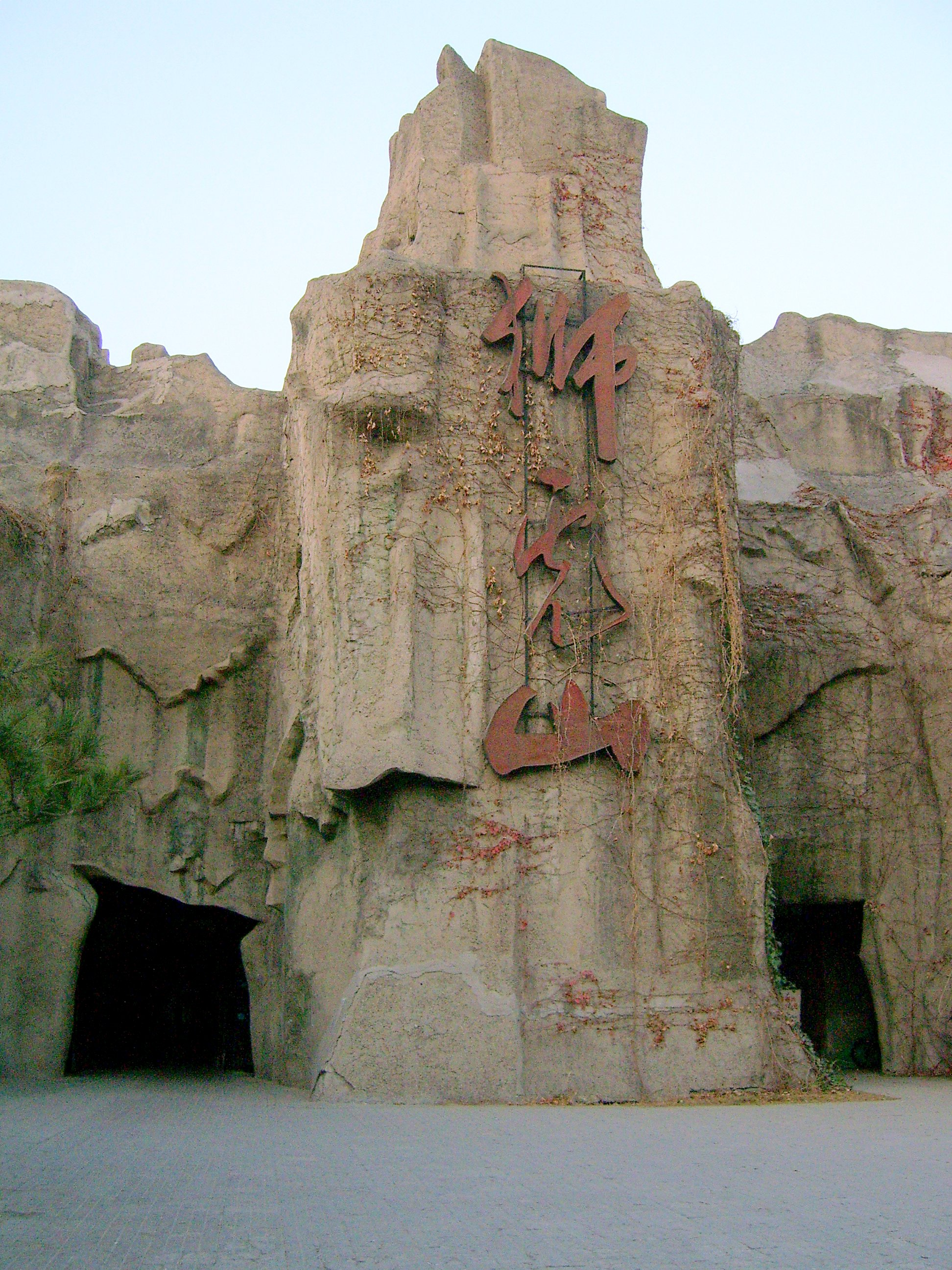
ライオン、トラ山

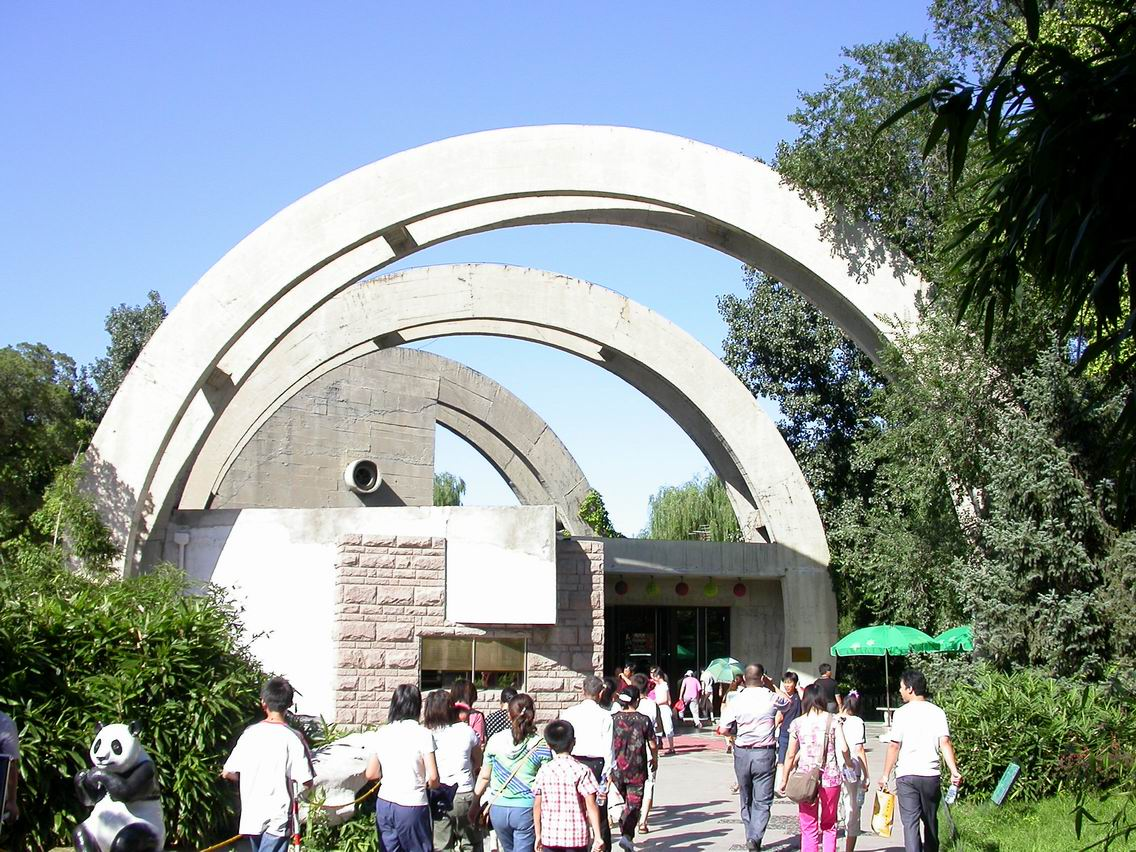
ジャイアントパンダ館

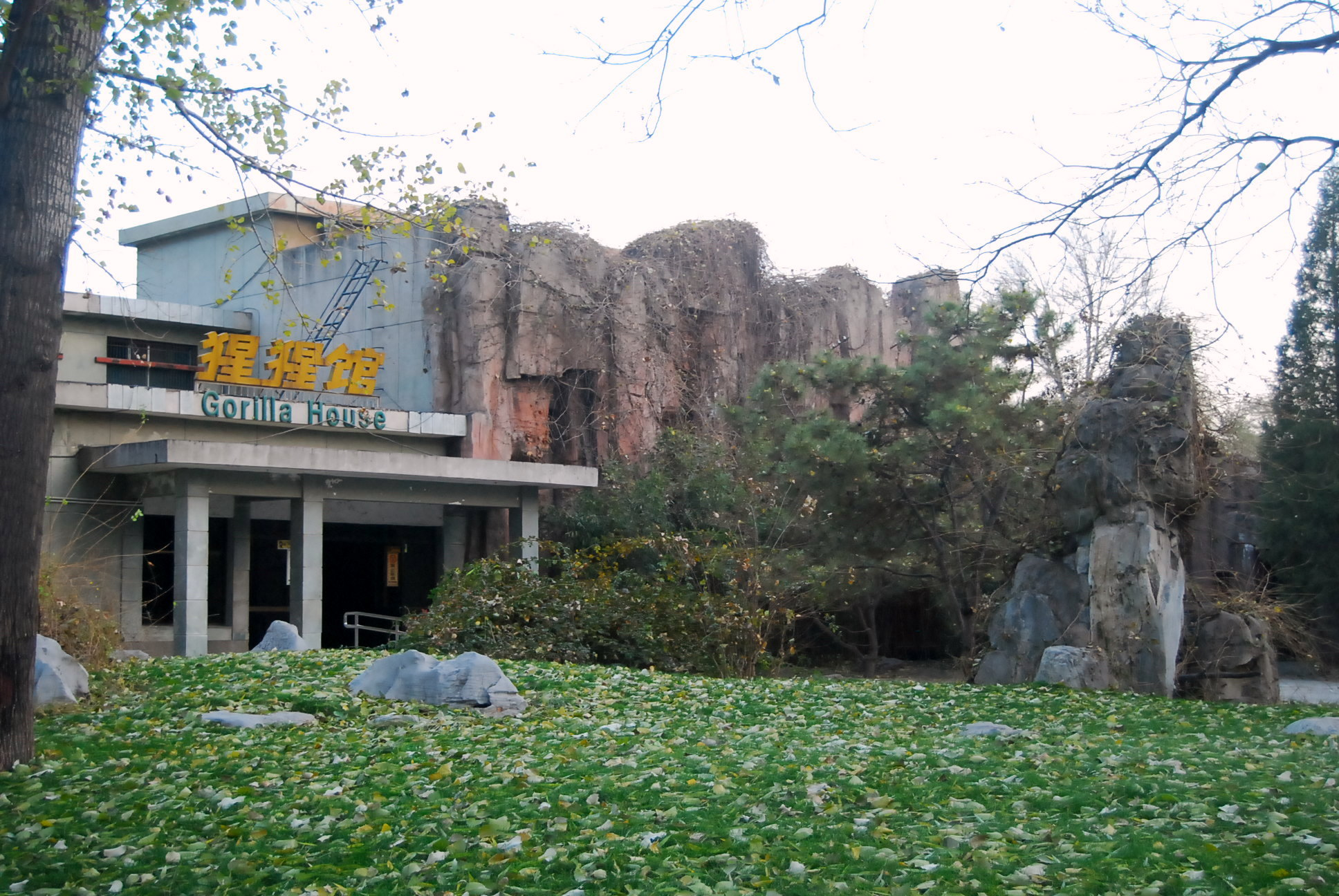
ゴリラ館

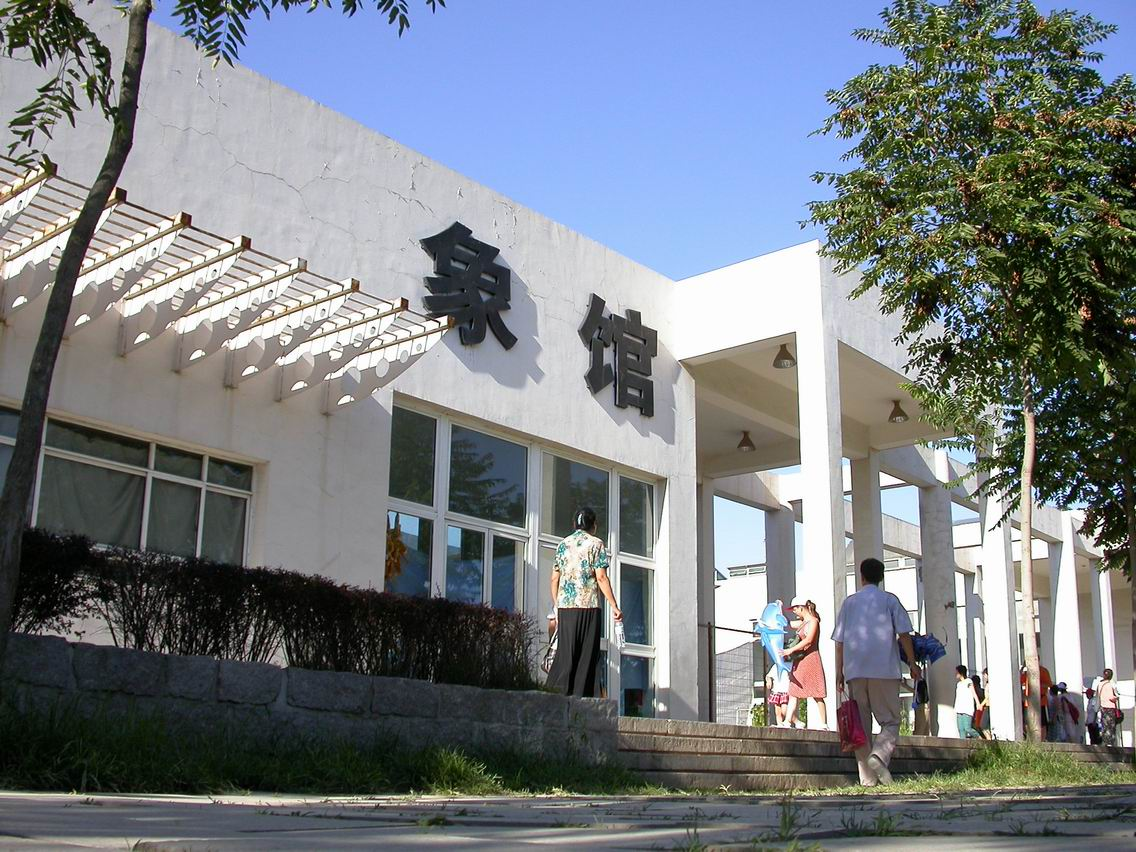
ゾウ館

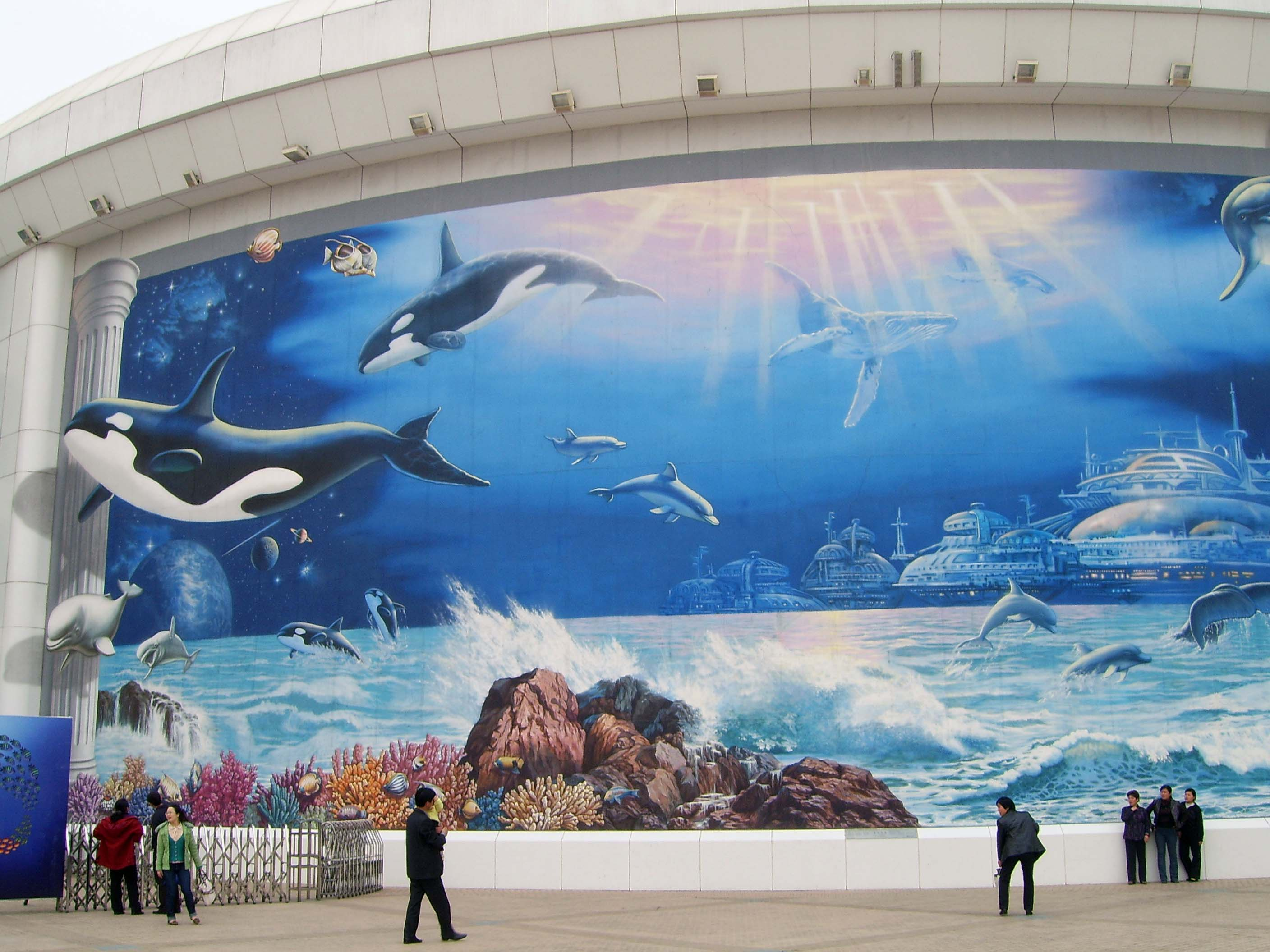
北京海洋館

### 東エリア
- サル山(猴山)
- イヌ科動物エリア(犬科動物区)
- クマ山(熊山)
- ネコ科動物館(猫科動物館)
- ライオン、トラ山(獅虎山)
- キジ苑(雉鶏苑)
- 仔動物の飼育室(育幼室)
- 水禽湖
- 夜行動物館
- ジャイアントパンダ館(大熊猫館)
- バク館(貘館)
- アメリカ動物エリア(美洲動物区)
- 大洋州動物エリア(澳洲動物区)

### 西エリア
- 鳥苑
- フラミンゴ館(火烈鳥館)
- トキ館(朱䴉館)
- 両生類、爬虫類館(両棲爬行動物館)
- ゴリラ館(猩猩館)
- キンシコウ館(金絲猴館)
- マーモセット館(熱帯小猴館)
- ラングール館(葉猴館)
- マンドリル館(山魈館)
- アフリカ動物エリア(非洲動物区)
- 科学普及館(科普館)
- キリン館(長頸鹿館)
- 児童動物園
- ペンギン館(企鵝館)
- カワウソ展示エリア(水獺展区)
- シカ苑(鹿苑)
- フラミンゴ島(西鶴島)

### 北エリア
- ゾウ館(象館)
- サイ、ウシ、カバ館(犀牛河馬館)
- 北京海洋館 - 水族館。イルカやアシカのショウもある。
- タカ山(鷹山)

## 遺跡

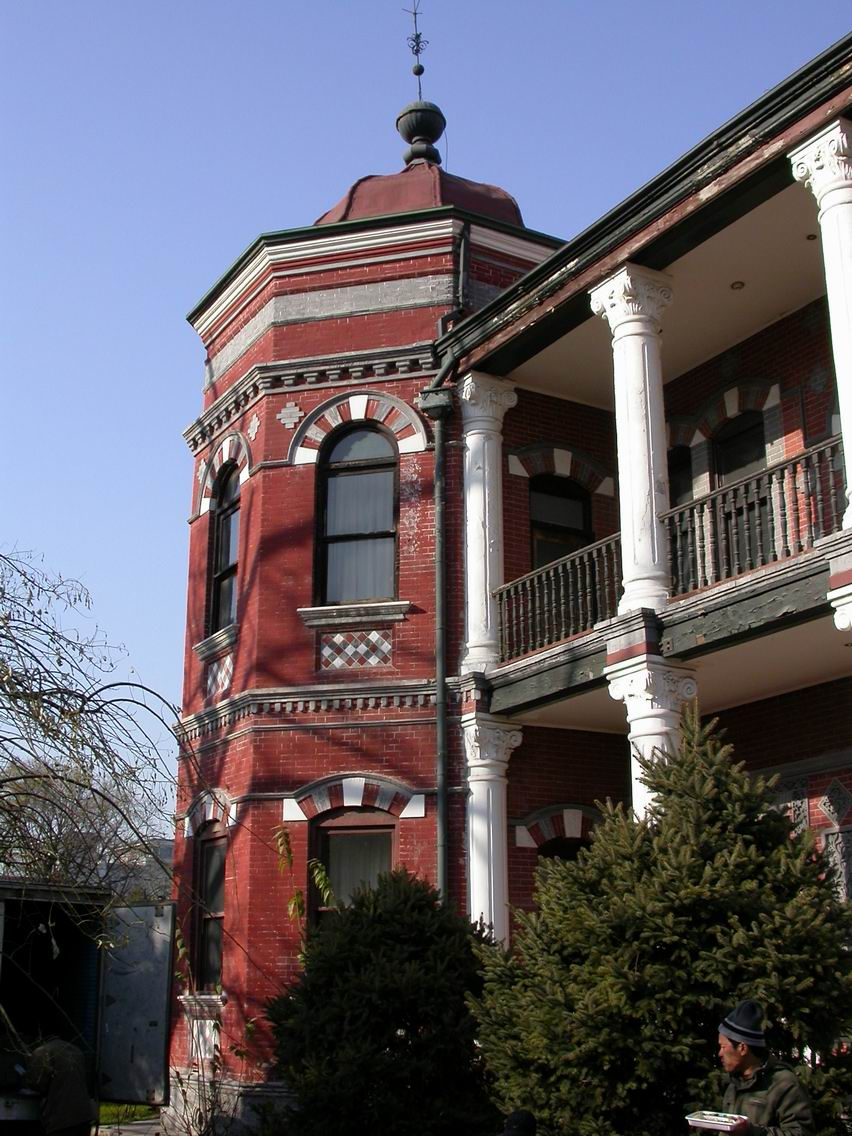
暢観楼

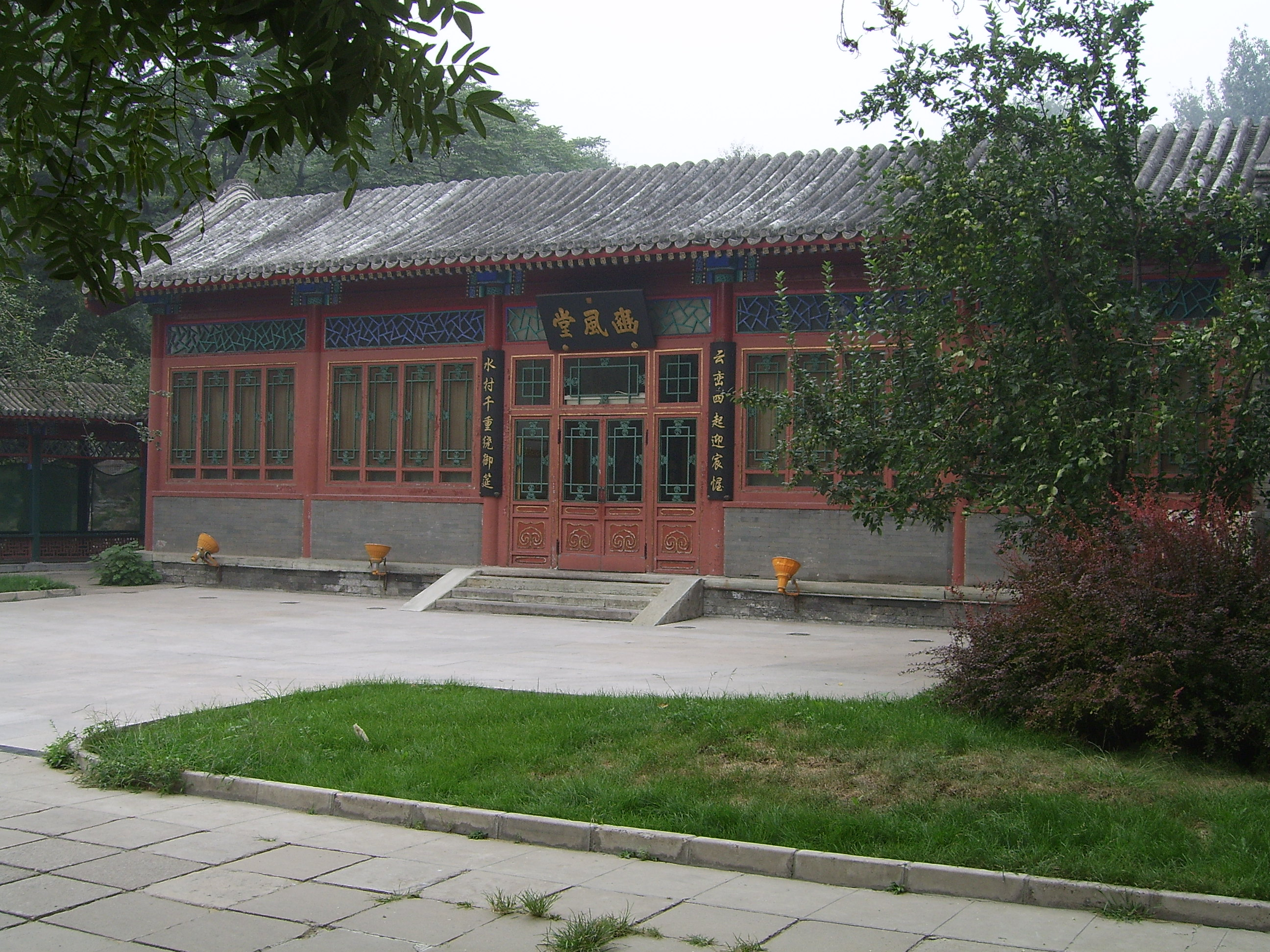
豳風堂

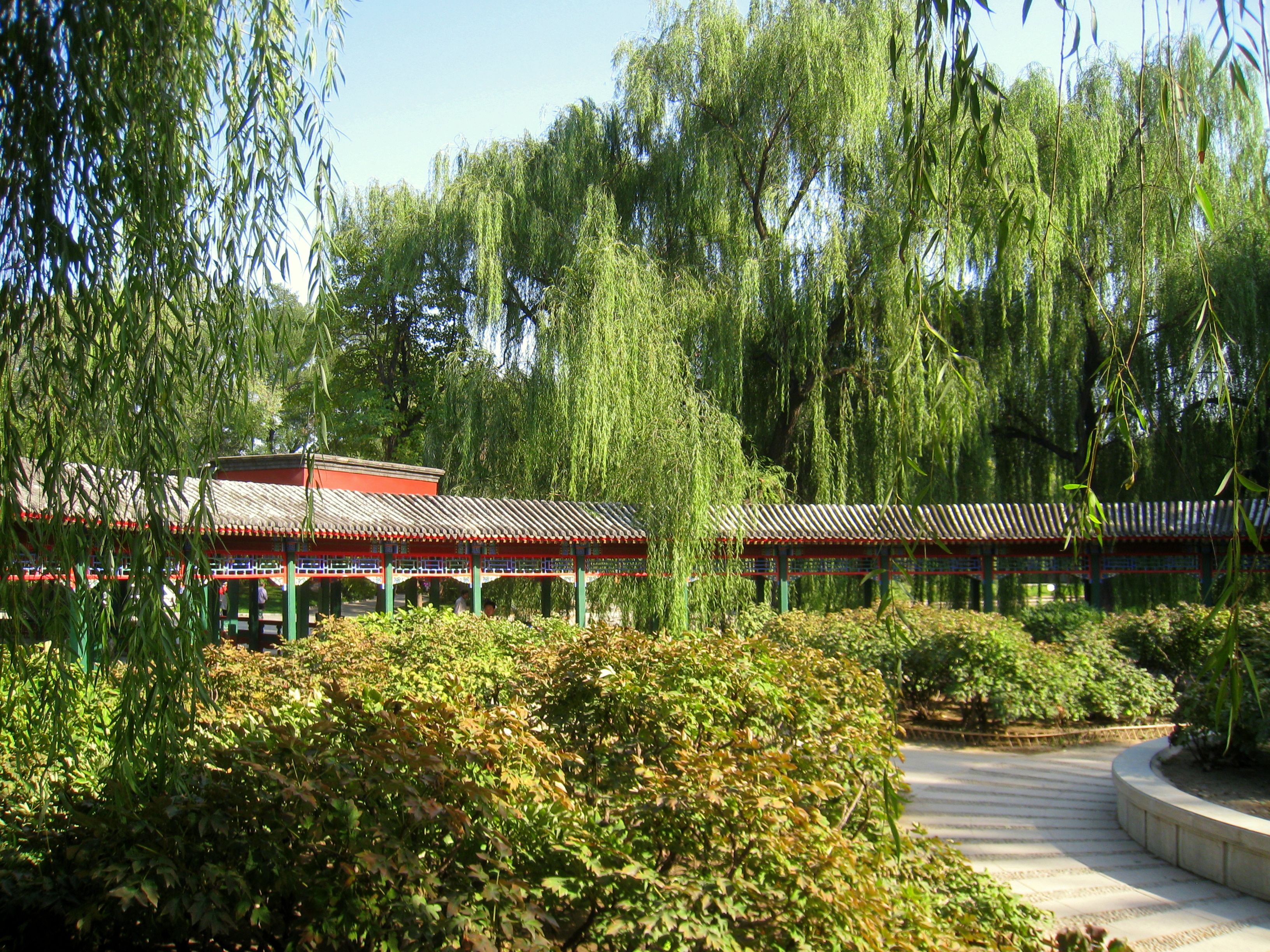
牡丹庁

- 暢観楼 - 清の光緒34年(1908年)に西太后慈禧が船で頤和園に行く途中の離宮の一つとして建てられた。バロック風の2階建て建築で、煉瓦と木材を組み合わせている。1990年代には「北京皇家倶楽部」として関係者だけが使っていた。
- 正門 - 旧農事試験場の正門で劉春霖が題字を書いていた。レリーフが施され、郭沫若による北京動物園の題字が掛けられていた時代がある。現在の題字は毛沢東の作品から抜き出した字を組み合わせて作られたもの。
- 南熏橋
- 銅獅、銅吼 - 南熏橋の東と西にあり、口から水を吹き出すようになっていた。
- 陸謨克堂 - 1930年代の建築。1953年から2007年までは中国科学院植物研究所として使われた。
- 宋教仁紀念塔
- 四烈士墓 - 1912年1月16日に袁世凱の暗殺を企てて亡くなった黄之萌、張先培、楊禹昌と、1月26日に魁良弼を爆死させた彭家珍の墓があった。現在は碑のみ。
- 鬯春堂 - 1908年建築。1990年に失火で消失した後、再建された。
- 豳風堂 - 1907年建築。農事試験場の陳列室として使われた。現在は食堂として使われている。
- 牡丹庁 - 1908年建築。円形の回廊建築。
- 東洋房 - 1906年建築。和風建築で茶室として使われた後、1929年に農事試験場が天然博物院となってから倉庫として使われたが取り壊された。今は鳥の繁殖施設が建っている。
- 来遠楼 - 欧風の3階建て建築。農事試験場内の写真館として使われた後、1929年に博物学研究所となったが、1949年に取り壊された。
- 万字楼 - 卐字型の建築。1935年に焼失。
- 観稼軒 - 茅葺き屋根の小屋であったが、動物園の拡張で取り壊された。
- 依緑亭 - 清の農事試験場の建築。2階建てであったが、2階部分は取り壊された。2006年に建てられた動物園の百周年紀念碑がある。
- 松風蘿月軒
- 薈芳軒 - 1908年建築。中国式の建築。1928年からは農産品標本室として使われ、前に薬草園があった。
- 磊橋 - 1923年に改名される前は青石橋と呼ばれた。碑があったが文化大革命で壊された。
- 広善寺 - 遺跡が残る。
- 恵安寺 - 過去に存在した。

## 開園時間
- 4月-10月：07:30-18:00 (北京海洋館は09:00-17:30)
- 11月-3月：07:30-17:00 (北京海洋館は10:00-16:30)

入場料金も夏と冬で異なる。